# Teorema lui Stewart
În geometrie, Teorema lui Stewart furnizează o relație între lungimile laturilor unui triunghi și lungimea segmentului ceviană dintr-un vârf la un punct de pe latura opusă.
Fie a, b și c laturile unui triunghi. Fie p un segment din punctul A în punctul P de pe latura a care divide această latură în segmentele x and y. Atunci:

Reprezentare grafică

{\displaystyle a(p^{2}+xy)=b^{2}x+c^{2}y.\,}

## Demonstrație
Fie P punctul în care latura a și segmentul p se intersectează.
Prin aplicarea teoremei cosinusului pentru unghiurile suplementare APB și APC se obțin egalitățile:
{\displaystyle b^{2}=p^{2}+y^{2}-2py\cos {\theta }\,}
{\displaystyle c^{2}=p^{2}+x^{2}+2px\cos {\theta }\,}
Înmulțind prima relație cu x, iar a doua cu y  rezultă:
{\displaystyle xb^{2}=xp^{2}+xy^{2}-2pxy\cos {\theta }\,}
{\displaystyle yc^{2}=yp^{2}+yx^{2}+2pxy\cos {\theta }\,}
Apoi adunând cele două ecuații:
{\displaystyle xb^{2}+yc^{2}=(x+y)p^{2}+xy(x+y),\,}
se obține teorema lui Stewart.

## Forma vectorială
Dacă M este un punct pe latura BC a triunghiului ABC, atunci:
{\displaystyle {\overrightarrow {AM}}^{2}\cdot {\overrightarrow {BC}}+{\overrightarrow {AB}}^{2}\cdot {\overrightarrow {CM}}+{\overrightarrow {BC}}\cdot {\overrightarrow {CM}}\cdot {\overrightarrow {MB}}=0}
sau altă formă:
{\displaystyle MA^{2}={\frac {\overrightarrow {MC}}{\overrightarrow {BC}}}\cdot AB^{2}+{\frac {\overrightarrow {MB}}{\overrightarrow {CB}}}\cdot AC^{2}+{\overrightarrow {MB}}\cdot {\overrightarrow {MC}}.}
O altă formă simetrică este următoarea:
Dacă punctele A, B, C sunt coliniare, iar P un punct oarecare, atunci:
{\displaystyle {\frac {PA^{2}}{{\overrightarrow {AB}}\cdot {\overrightarrow {AC}}}}+{\frac {PB^{2}}{{\overrightarrow {BA}}\cdot {\overrightarrow {BC}}}}+{\frac {PC^{2}}{{\overrightarrow {CA}}\cdot {\overrightarrow {CB}}}}=1.}